# Bourreuse
 (novembre 2009).
Si vous disposez d'ouvrages ou d'articles de référence ou si vous connaissez des sites web de qualité traitant du thème abordé ici, merci de compléter l'article en donnant les références utiles à sa vérifiabilité et en les liant à la section « Notes et références ».

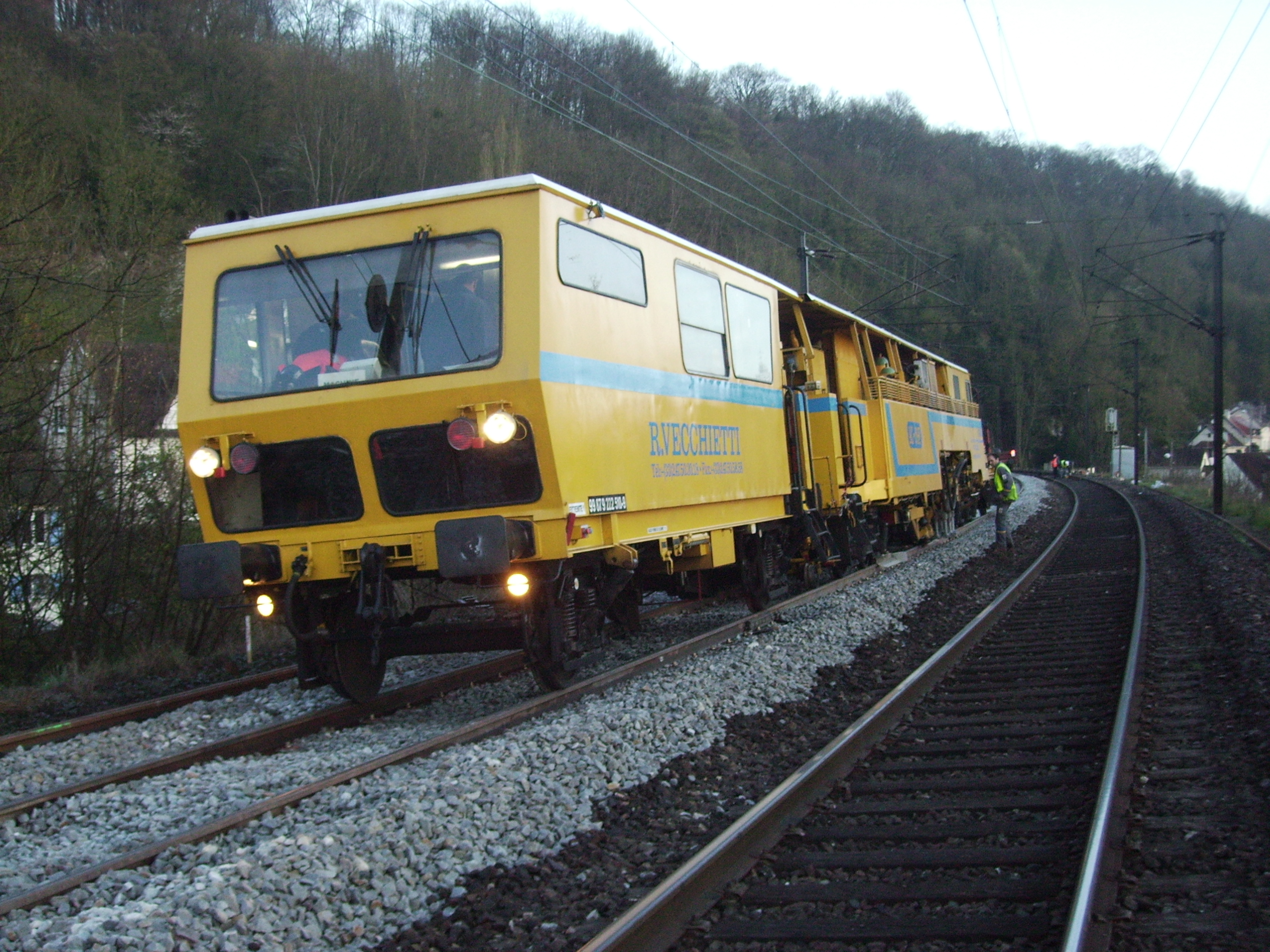
Bourreuse Framafer 108-475C sur un chantier de RVB à Aubevoye

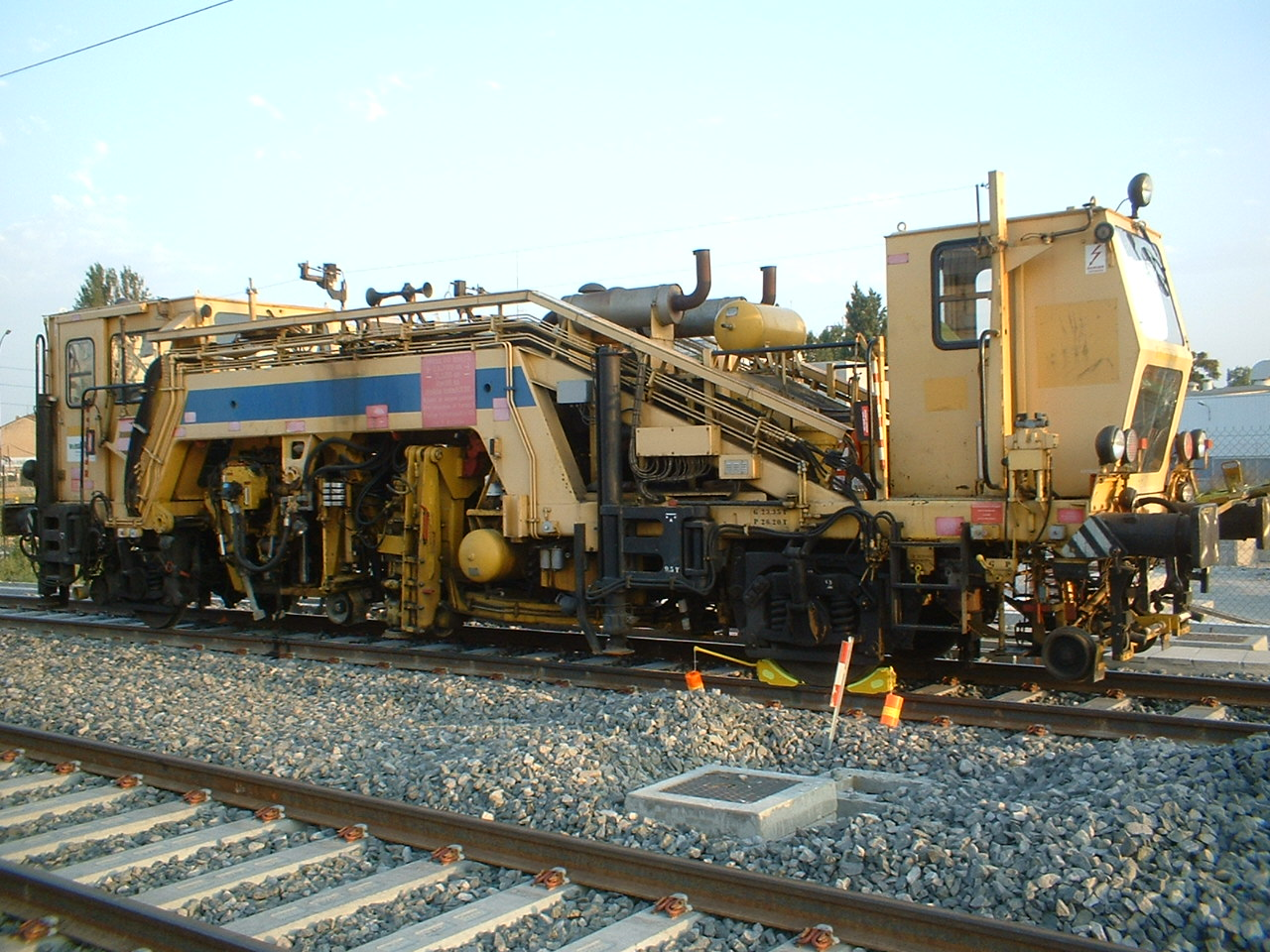
Bourreuse sur chantier du tramway LEA à Vaulx-en-Velin

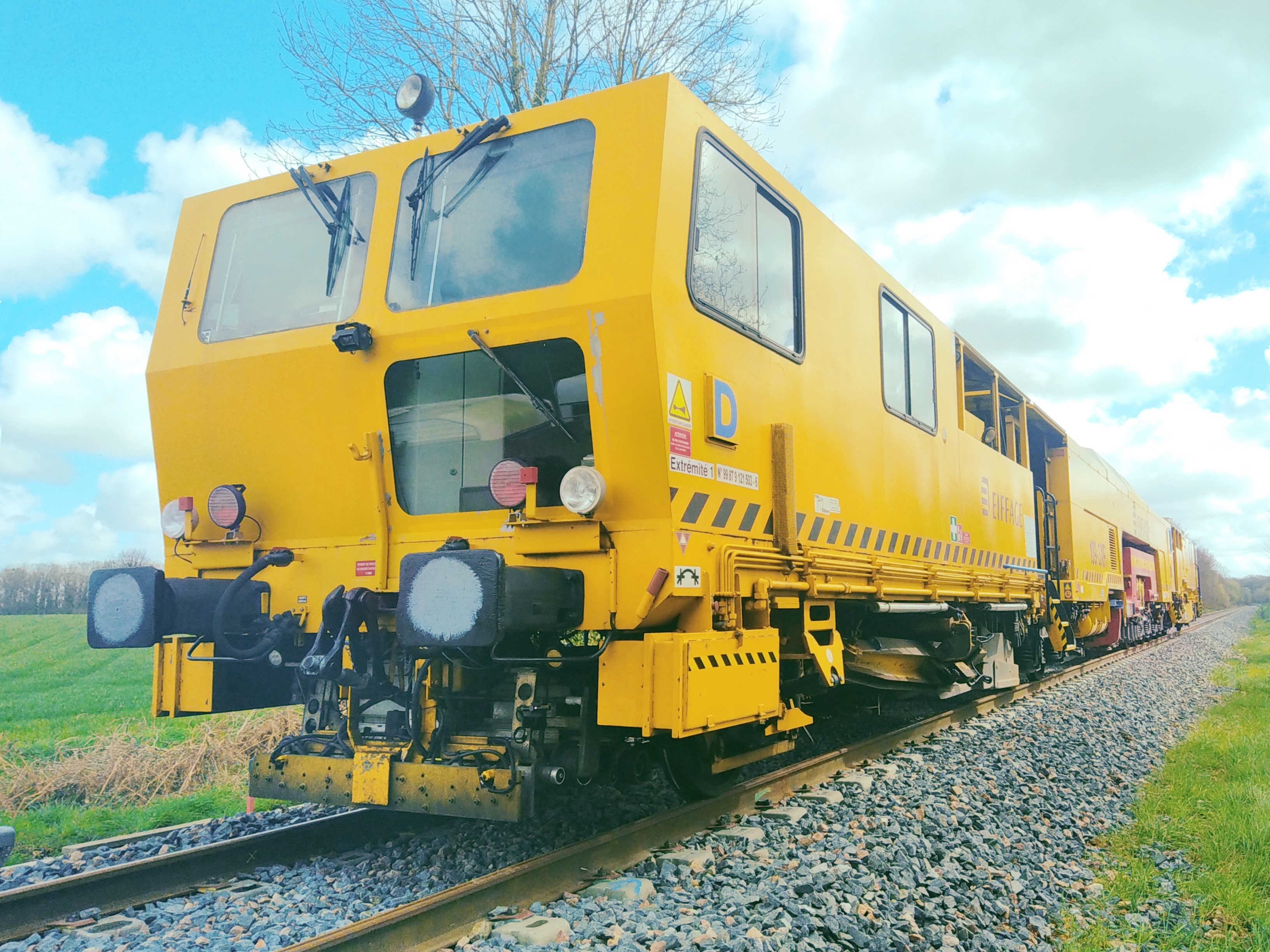
Une bourreuse-niveleuse Plasser & Theurer 109-3XR de la société Eiffage-Rail à Créhen le 24 mars 2024, lors de la rénovation de la ligne Dinan-Lamballe dans les Côtes-d'Armor.

Une bourreuse  - le terme exact est bourreuse-dresseuse-auto niveleuse, car les machines modernes remplissent ces trois fonctions, ce qui n'était pas le cas des premières machines - est un engin de travaux ferroviaires servant au positionnement de la voie et au compactage du ballast sous les traverses. Le principe du bourrage mécanique des voies a été inventé par Auguste Scheuchzer.
On distingue les bourreuses de voie courante, des bourreuses d'appareils de voie (communément appelés aiguillages, mais également « aiguilles » en langage technique).
À la SNCF et dans les entreprises de travaux ferroviaires, il y a eu deux types de bourreuses : les bourreuses d'appareils de voie du type 08-75 GV (Géométrie Variable) ou B66U, et les bourreuses de voie courante du type 08-75 GS (Géométrie Simple) ou B45D.
La différence entre ces machines est le nombre de bourroirs : sur les GV il y a 8 bourroirs orientables et escamotables.

## Action de la bourreuse
La machine agit par l'intermédiaire de pioches métalliques vibrantes, les bourroirs, qui sont plongées de chaque côté des traverses et qui compriment la couche de ballast par serrage mécanique. La double action vibratoire et compressive constitue le bourrage. Pour une optimisation il ne faut pas dépasser un temps de serrage supérieur à 2 secondes, un dispositif électronique permettant à l'opérateur de savoir quand le temps est optimal.
L'opération est réalisée en même temps qu'une rectification du tracé, du nivellement longitudinal et transversal (dévers) de la voie. Cette rectification intervient en relevant le niveau de chaque file rail puisqu'il est impossible de l'abaisser.

## Les bourroirs

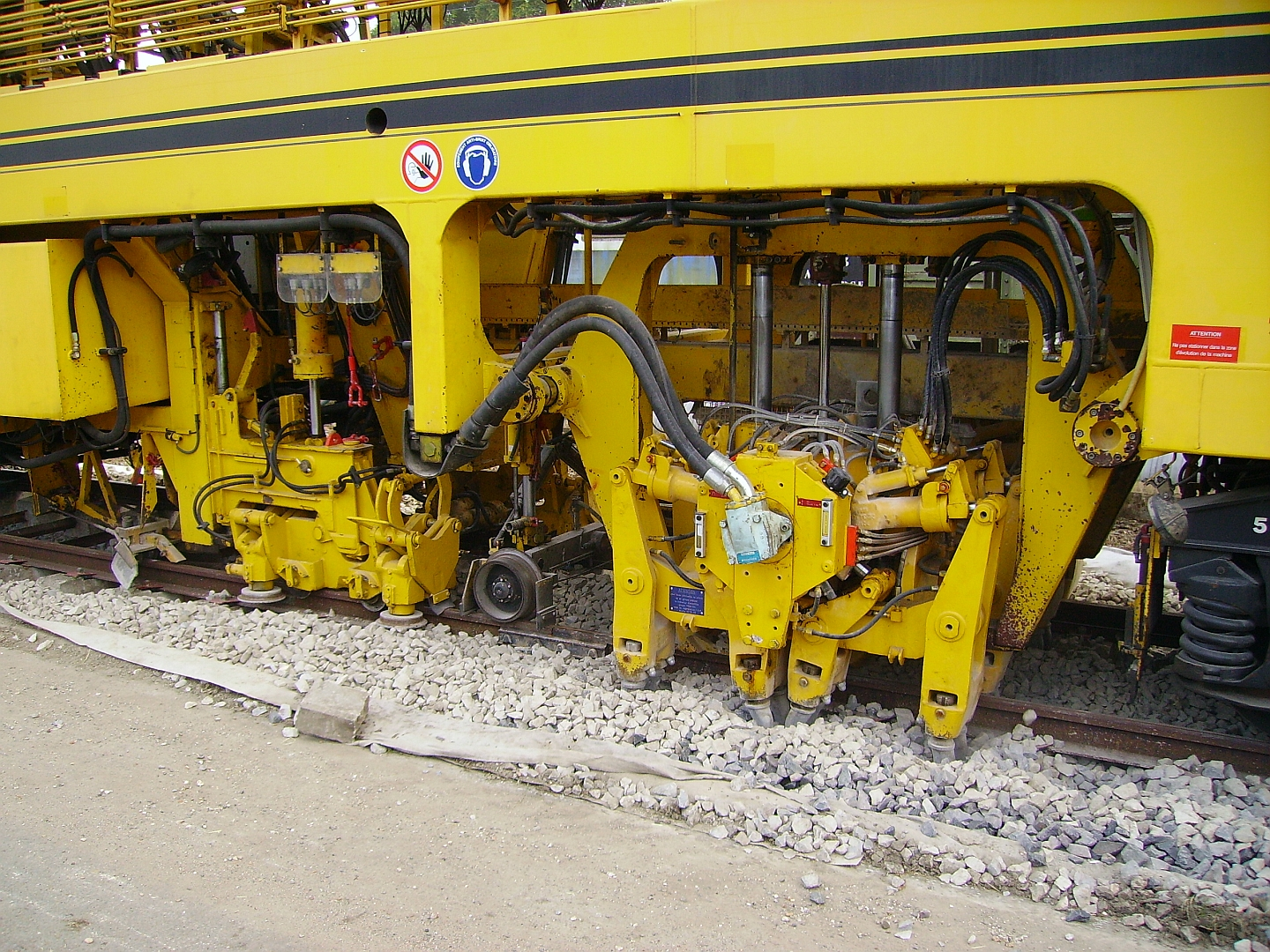
Sur une bourreuse FRAMAFER 108-32U, détail des bourroirs plongeant dans le ballast.

Un bourroir est un élément métallique destiné à être plongé dans le ballast pour assurer le bourrage par vibration et serrage. Plusieurs bourroirs sont montés sur la bourreuse pour répartir leur action sur le ballast. En outre, pour prolonger la durée de vie des bourroirs, les palettes sont recouvertes de pastilles au titane | carbure de tungstène. 
Les bourroirs s’usent relativement rapidement. Leur hauteur ne doit jamais être inférieure à 55 mm.

## Le bourrage
L'opération de bourrage est effectuée dans deux situations ; et pendant cette opération, le dressage, c'est-à-dire la correction de l'alignement ou de la courbe, est effectué :
- lorsque la géométrie de la voie se détériore de par les circulations, on effectue un bourrage d'entretien dont le but est essentiellement de redonner à la voie une géométrie conforme à la vitesse de référence de la ligne ;
- lors d'opérations de remplacement de ballast ou de construction de voies neuves, le bourrage permet de compacter par couches successives le ballast neuf disposé sous les traverses. Lors d'une opération de remplacement de traverses (suite MRT), une bourreuse dite « caleuse » assure le bourrage sans relevage de la voie.

### Rôle du ballast

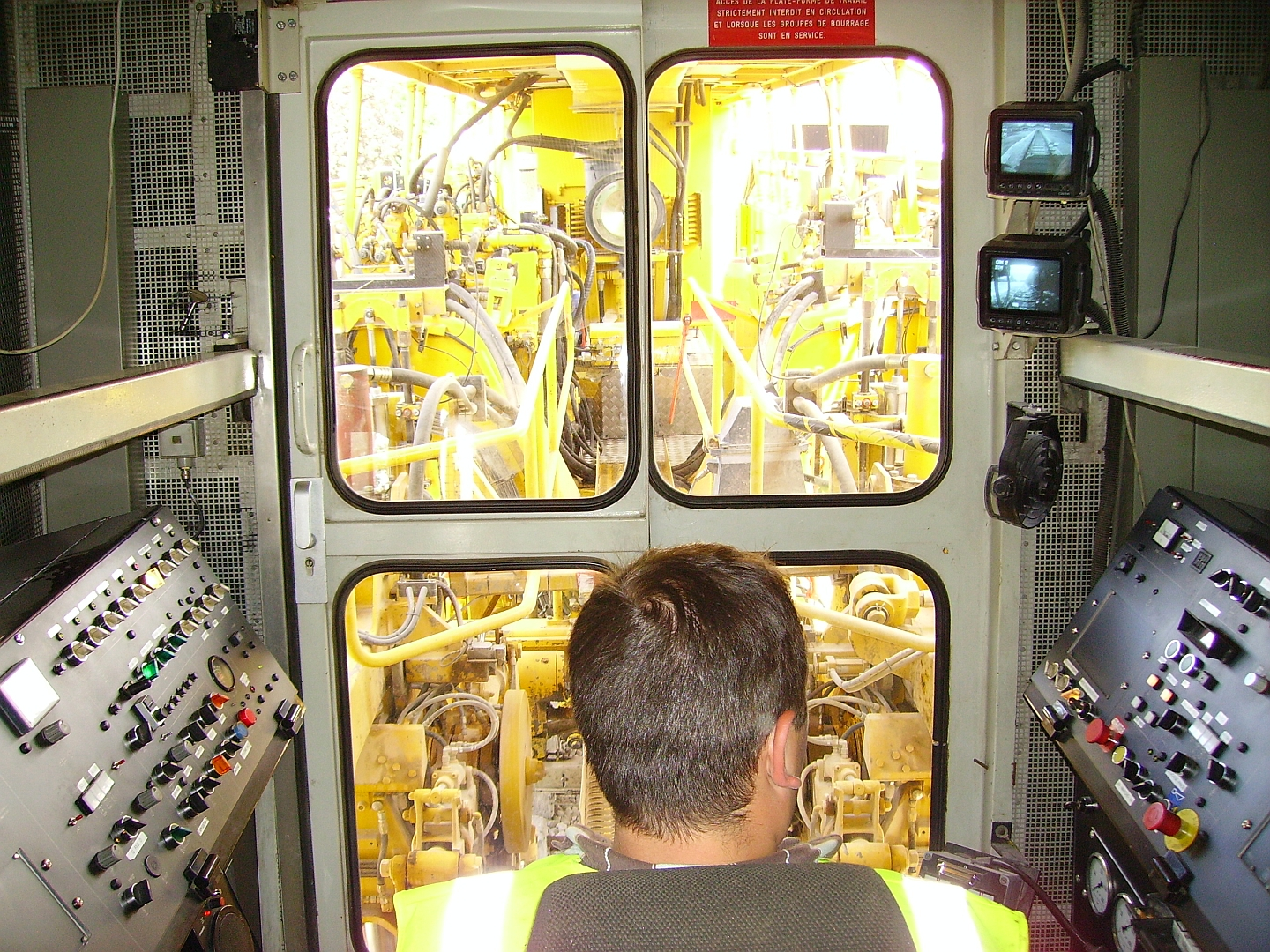
Sur une bourreuse FRAMAFER 108-32U en action, l'opérateur contrôle la progression de l'engin sur des écrans installés dans sa cabine.

Le ballast assure la géométrie et la stabilité du châssis de voie constituée par les rails et les traverses. Le ballast se met en œuvre aisément lors de la pose. Par le compactage des éléments sous les charges roulantes, les cailloux s’imbriquent les uns dans les autres pour donner progressivement au ballast sa résistance optimale.
Ce compactage peut être également effectué mécaniquement, par une bourreuse, pour obtenir ou rétablir une géométrie souhaitée, et aussi pour acquérir une résistance initiale suffisante à la stabilité de la voie.
Par ailleurs, outre sa propreté, le ballast sous la traverse doit être suffisant en quantité sous les traverses, jusqu’à une profondeur minimale de :
- 15 cm sous traverses en bois,
- 20 cm sous traverses en béton,
- 30 cm sous traverses en voie TGV.

Cette épaisseur de ballast ne peut être non plus exagérée ; en pratique au-delà de 45 à 50 cm d'épaisseur, le compactage devient inefficace et la stabilité de la voie est affectée car le ballast redevient fluide.

### Rôle des bourroirs
La plongée et la remontée des groupes de bourroirs se font par vérins hydrauliques. L’arête supérieure de la batte des bourroirs doit se trouver, en fin de plongée, à 10 mm sous l’arête inférieure de la traverse. Le serrage des éléments de ballast par les bourroirs sert à répartir la vibration sous la traverse et permet de compenser le vide dû au relevage de la voie. Ce serrage entraîne la filtration des éléments fins, et la correction des défauts.
Le nombre de bourroirs est différent suivant le type de bourreuse :
- les bourreuses de type V-IC (voie courante, intervention continue) qui bourrent de 2 à 4 traverses à la fois suivant les modèles sont équipées de 32 à 64 bourroirs ;
- les bourreuses de type V-IP (voie courante, intervention ponctuelle) ont en général 4 ou 8 bourroirs et ne traitent qu'une traverse à la fois ;
- les bourreuses de type A-IC (appareil de voie, intervention continue) sont équipées en général de 16 pioches et ne bourrent en général qu'une traverse à la fois.

Le bourrage peut être effectué par simple, double ou triple plongée. La double plongée est nécessaire si le relevage dépasse 25 mm. Elle permet la descente des éléments sous la traverse, mais n'améliore pas le compactage. Dans les appareils de voie, cette méthode est recommandée si la bourreuse (alors dénommée bourreuse pour appareil de voie) ne possède que 8 bourroirs (4 de chaque côté).

### Action des bourroirs
Les bourroirs agissent par vibration et serrage des éléments de ballast, avec les caractéristiques suivantes :
- fréquence de vibration  =  35 à 45 Hz ;
- force de serrage =  500 à 1 000 daN ;
- amplitude de vibration =  10 mm.

La fréquence de vibration de 42 Hz est la fréquence optimale de mise en place des éléments du ballast suivant leurs meilleures surfaces de contact. Cette vibration n’a que peu d'effet dans un ballast pollué ; or elle influe à 80 % sur la qualité du bourrage. La profondeur de pénétration des bourroirs a également une grande importance sur la qualité du compactage : en France il est imposé que le haut du taquet de la pioche se trouve 15 mm sous le bas de la traverse.